# Aeroportul Chambéry
Aeroportul Chambéry (IATA: CMF, ICAO: LFLB) este un aeroport din Viviers-du-Lac, Cantonul Aix-les-Bains-Sud, Arondismentul Chambéry, Savoie, Auvergne-Ron-Alpi, Franța metropolitană, Franța ce deservește zona Chambéry. Aeroportul a fost tranzitat în 2022 de 120.970 de pasageri. A fost numit după zona deservită.
Situat la o altitudine de 234 m, aeroportul dispune de 1 pistă. Este operat de Vinci Airports⁠(d).

## Infrastructură

### Piste
Aeroportul dispune de o singură pistă. Pista are orientarea 18/36. 